# Mazda 626
La Mazda 626 (chiamata Mazda Capella nel mercato asiatico) è un'autovettura prodotta dalla casa automobilistica  giapponese Mazda in sette generazioni dal 1970 al 2002.

## Profilo e contesto
Era una vettura di medie dimensioni con carrozzeria di tipo berlina a 3 volumi. Le prime due serie adottavano lo schema meccanico motore anteriore/longitudinale e trazione posteriore, ma dal 1982 con l'arrivo della terza generazione (realizzata insieme a Ford all'epoca partner di Mazda che utilizzava la piattaforma 626 per la Ford Telstar e la Ford Probe), lo schema passò a quello tuttoavanti. In Italia la vettura fu venduta dal 1984 con l'arrivo del restyling della terza generazione.
Progettata per competere contro le berline nipponiche dell'epoca come la Honda Accord, la Toyota Corona e la Nissan Bluebird, la 626 è stata sostituita nel 2002 dalla Mazda 6.